# Agonocryptus amoenus
Agonocryptus amoenus är en stekelart som beskrevs av Gupta 1982. Agonocryptus amoenus ingår i släktet Agonocryptus och familjen brokparasitsteklar. Inga underarter finns listade i Catalogue of Life.